# Radek Popelka
Radek Popelka (* 20. října 1970 Jihlava) je český politik a podnikatel, od roku 2024 zastupitel Kraje Vysočina, od roku 2014 zastupitel a v letech 2016 až 2018 náměstek primátora města Jihlavy, v letech 2015 až 2017 člen předsednictva hnutí ANO 2011.

## Život
Od roku 1989 pracuje ve společnosti Agroprojekt Jihlava, v roce 1994 se stal společníkem firmy (do roku 2013 činila jeho majetková účast 20 %, od roku 2013 pak 25 %) a v roce 2000 i jejím jednatelem. Od roku 2001 také soukromě podniká v oblasti projektování elektrických zařízení.
V pozdějším věku si doplnil vysokoškolské vzdělání, když vystudoval obor Executive Management (získal titul MBA). Od roku 2015 je také členem dozorčí rady Jihlavských vodovodů a kanalizací.
Radek Popelka je ženatý a má děti. Žije v Jihlavě, konkrétně v části Horní Kosov.

## Politické působení
Je členem hnutí ANO 2011. V hnutí také působil jako předseda Oblastního sdružení Jihlava, od roku 2015 je prvním místopředsedou oblastního sdružení. Dále zastává funkci 1. místopředsedy Krajské organizace ANO Vysočina. Na konci února 2015 byl zvolen na III. sněmu hnutí ANO 2011 členem předsednictva hnutí (získal 120 hlasů ze 186 možných, tj. 65 %). Tuto funkci zastával do února 2017.
Ve volbách do Poslanecké sněmovny PČR v roce 2013 kandidoval za hnutí ANO 2011 v Kraji Vysočina, ale neuspěl. V komunálních volbách v roce 2014 byl zvolen zastupitelem města Jihlavy, když vedl tamní kandidátku hnutí ANO 2011. Působí také jako člen Majetkové komise Rady města Jihlavy. Dne 15. listopadu 2016 se stal náměstkem primátora pro úsek správy realit a bytů ve vlastnictví města a pro úsek územního plánu města. Ve volbách v roce 2018 post zastupitele města obhájil. Jako náměstek primátora však skončil.
V komunálních volbách v roce 2022 je lídrem kandidátky hnutí ANO a tím pádem i kandidátem na post jihlavského primátora. V krajských volbách v roce 2024 byl zvolen z pozice člena hnutí ANO zastupitelem Kraje Vysočina.